# Rado Žerjal
Rado Žerjal, slovenski športnik in narodni heroj Jugoslavije.
Žerjal je bil pred drugo svetovno vojno znan slovenski igralec namiznega tenisa.